# Новая Кулатка
Новая Кулатка — село в Старокулаткинском районе Ульяновской области, в составе Старокулаткинского городского поселения.
Население - 374 (2010)

## История
В Списке населённых мест Российской империи по сведениям за 1859 год упоминается как казённая деревня Нижняя Кулатка Хвалынского уезда Саратовской губернии, расположенная при ключе Кулатка по левую сторону тракта из квартиры первого стана в квартиру второго стана на расстоянии 40 вёрст от уездного города. В населённом пункте насчитывалось 129 дворов, проживали 400 мужчин и 358 женщин, имелись 2 мечеть. 
Согласно переписи 1897 года в Новой Кулатке проживали 1355 жителей (651 мужчина и 704 женщины), из них магометан - 1349.
В 1889 году, на берегу реки Кулатка, около Новой Кулатки был построен саратовским предпринимателем, уроженцем села, мыловаренный завод по производству мыла. Завод закрыли в связи с началом первой мировой войны (1914 г.).
Согласно Списку населённых мест Саратовской губернии 1914 года деревня Новая Кулатка относилась к Ново-Зимницкой волости. По сведениям за 1911 год в деревне насчитывалось 307 приписанных хозяйств (дворов) и 64 "посторонних" хозяйства (двора), проживали 1904 приписанных и 313 "посторонних" жителя, имелись 3 мечети и 3 магометанские школы. В деревне проживали преимущественно бывшие государственные крестьяне, татары, составлявшие одно сельское общество.

## География
Село находится в пределах Приволжской возвышенности, являющейся частью Восточно-Европейской равнины, на правом берегу реки Кулатка, на высоте около 95 метров над уровнем моря. В 4,4 км юго-западнее села возвышается гора Осаклы-Тов высотой 177,6 метров над уровнем моря. Почвы - чернозёмы выщелоченные.
Село расположено в 9 км по прямой в южном направлении от районного центра посёлка городского типа Старая Кулатка. Через село проходит автодорога Старая Кулатка - Хвалынск. По автомобильным дорогам расстояние до районного центра составляет 11 км, до областного центра города Ульяновска - 230 км, до ближайшего города Хвалынска (Саратовская область) - 40 км, до станции Кулатка (линия Сызрань — Сенная) - 18 км.
Часовой пояс
Новая Кулатка, как и вся Ульяновская область, находится в часовой зоне МСК+1. Смещение применяемого времени относительно UTC составляет +4:00.

## Население
Динамика численности населения по годам:
| Годы      | 1859 | 1897 | 1911 | 1989 | 2002 |
| --------- | ---- | ---- | ---- | ---- | ---- |
| Население | 758  | 1355 | 2217 | ≈560 | 433  |

| 2010 |
| ---- |
| 374  |

Национальный состав
Согласно результатам переписи 2002 года татары составляли 98 % населения села.